# ギリシャの奇跡
ギリシャの奇跡（ギリシャのきせき、英語: Greek economic miracle）とは、1950年から1973年にかけてのギリシャにおける高い経済的・社会的成長率のことである。同国の経済は年平均で7%成長した。これは同時期では世界でも日本に次ぐ第2位である。

## 経済成長
ギリシャの成長率は1950年代に絶頂に達し、しばしば10%を超え、現代の「タイガー・エコノミー」のそれに近かった。工業生産も数年の間、多くは1960年代だが、年間10%前後成長した。成長は、最初は貧富の差を広げていき、政治的分裂を激しくした。「奇跡」という言葉は、ギリシャでは実際には殆ど使われていない。
1941年から1944年まで、第二次世界大戦中の枢軸国のギリシャ占領と、ギリシャのレジスタンスグループとの激しい戦いは、インフラと経済に空前の壊滅的打撃を与えた (特に、占領下政権が要求した強制的貸付が激しくドラクマの価値を毀損した)。その上、世界大戦が終わると、ギリシャは1949年まで辛いギリシャ内戦に陥った。1950年までに、ギリシャ経済の相対的位置は劇的に悪化した。経済学者のアンガス・マディソンによれば、購買力平価における一人当たり所得は、1938年のフランスの62%から、1949年には約40%にまで落ちた。
1949年からの、ギリシャ経済の急速な回復は、多くの手法によって円滑化された。中には、(他のヨーロッパの国々でもあるような、マーシャル・プランに因むシミュレーションに加え) 徹底的なドラクマの切り下げや、外国資本の呼び込み、化学産業の著しい発展、一般の観光業やサービス業の発展などがあるが、なんといっても、巨大なインフラプロジェクトとギリシャの都市の再建に結びついた大規模な建設活動であろう。
後者はこの経済成長がギリシャ社会とその都市開発に与えた劇的な効果に関連している。これは、ほとんどの大きな町と大都市で、大半が低層ビルと家々の同国の快適な都市風景を、特徴のないコンクリートブロックの一本調子に置き換えた「都市再開発」に終わった。
高い成長期は、ギリシャ軍事政権の崩壊とともに1974年に唐突に終わり、当時同国は戦後の歴史において最悪の年間GDPマイナス成長(約5%)を記録した。ギリギリのGDPマイナス成長は1980年代でも記録されたが、当時のギリシャの闇経済の発展によってある程度帳消しされた。
全体で、ギリシャのGDPは第二次世界大戦とギリシャ内戦以後60年間中54年間成長した。1950年から2008年の経済危機まで、1980年代の相対的経済の不振を除いて、ギリシャは一貫して、年間の経済成長に関しては、ほとんどのヨーロッパの国々を上回っていた。
1970年代初めから1990年代の間、しばしば10%を超え20%に迫る二桁インフレは、金融政策がユーロゾーンに参加するための基準に従うために変更されるまで、一般的であった。

## 関連文献
- Takis Fotopoulos（英語版）, "Economic restructuring and the debt problem: the Greek case," International Review of Applied Economics, Vol. 6, No. 1 (1992). Retrieved: 5 May 2010.